# Vattenhål

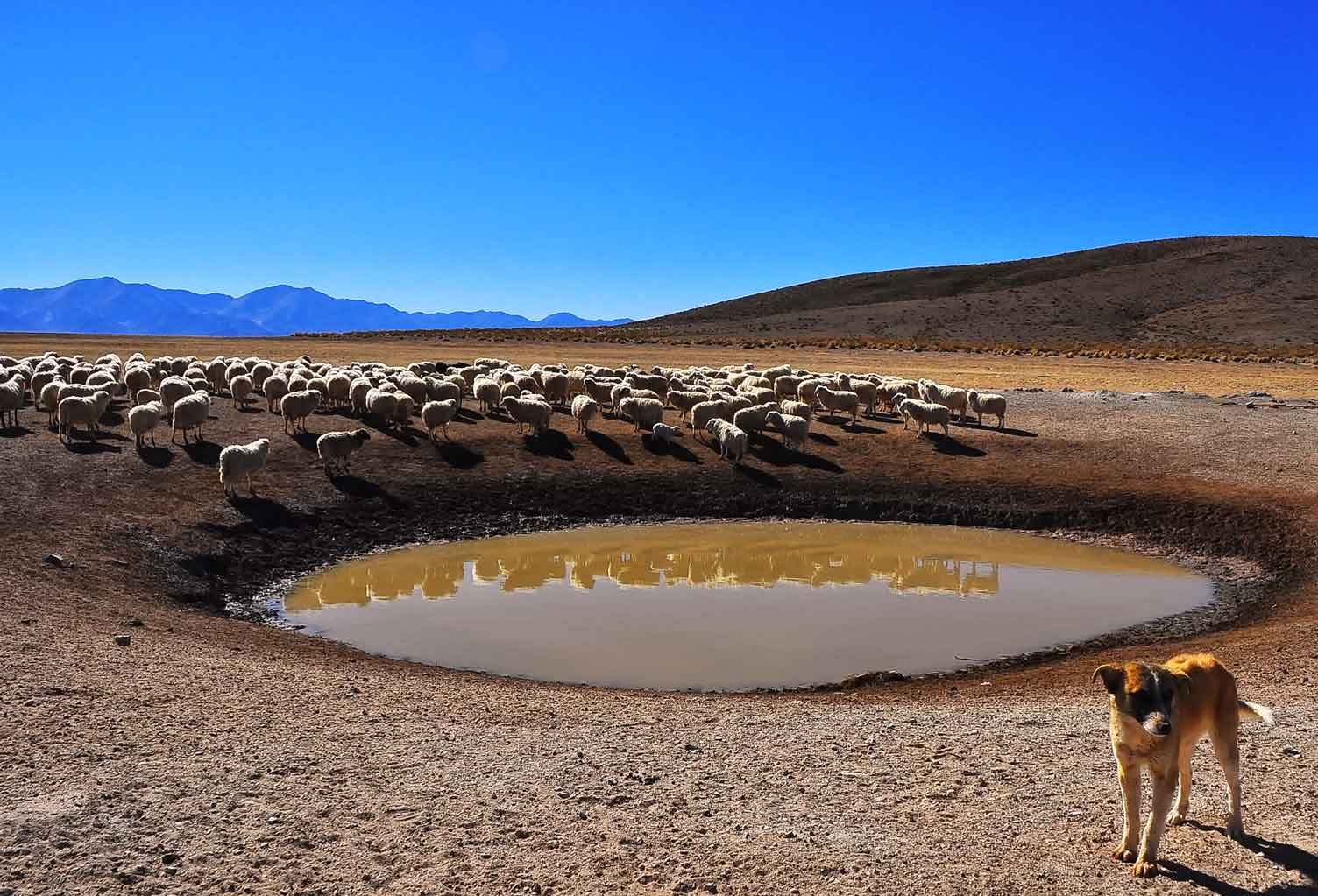
Vattenhål i provinsen Salta på Anderna i norra Argentina.

Vattenhål är en fördjupning i markytan som ständigt täcks av vatten. Det kan vara naturligt eller skapat genom mänsklig påverkan, som dammar, märgelgravar och torvgravar.